# Klášter Plasy
Klášter Plasy je bývalý cisterciácký klášter v městě Plasy v okrese Plzeň-sever.
Klášter byl založen roku 1144, období středověké prosperity definitivně ukončily husitské války. Nového rozkvětu se klášter dostal v období baroka, kdy byl vybudován dnešní vrcholně barokní areál za účasti předních architektů Matheye, Santiniho a Dientzenhofera. Klášter byl zrušen za Josefa II. roku 1785. V 19. století se stal rezidencí rakouského kancléře Metternicha. Roku 1995 byl bývalý klášter prohlášen za národní kulturní památku a dnes jej spravuje Národní památkový ústav.
Areál kláštera tvoří kostel Nanebevzetí Panny Marie, konvent, opatská rezidence (zámek Metternichů) a hospodářské budovy, ke kterým patří sýpka s gotickou královskou kaplí. Unikátní jsou dubové základy konventu konzervované uložením pod hladinou vody údolní nivy řeky Střely.

## Historie

### Od založení po husitství

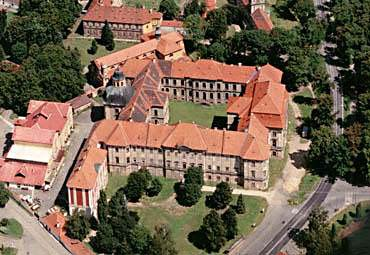
Letecký pohled na klášter Plasy

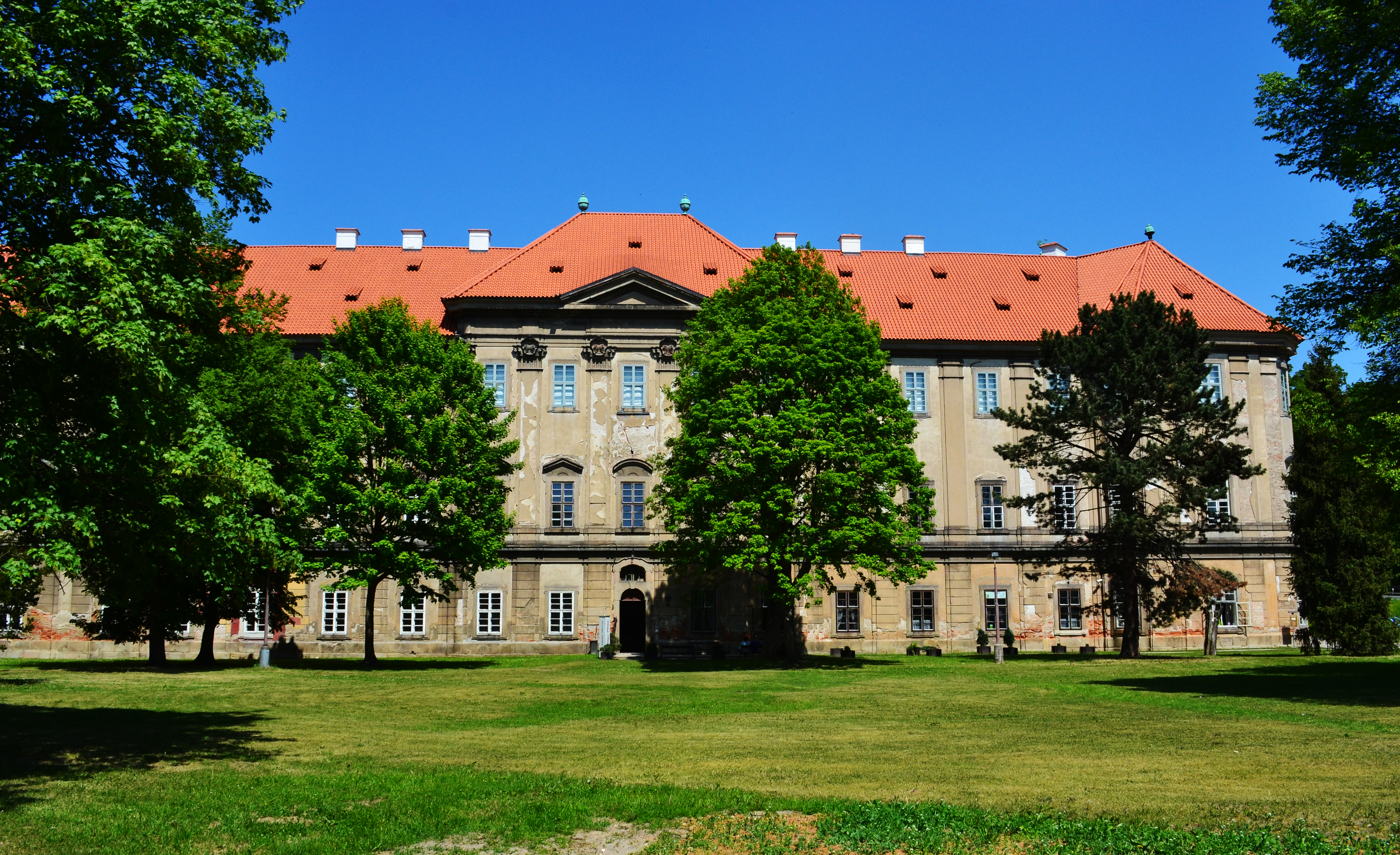
Vstup za slunečného počasí

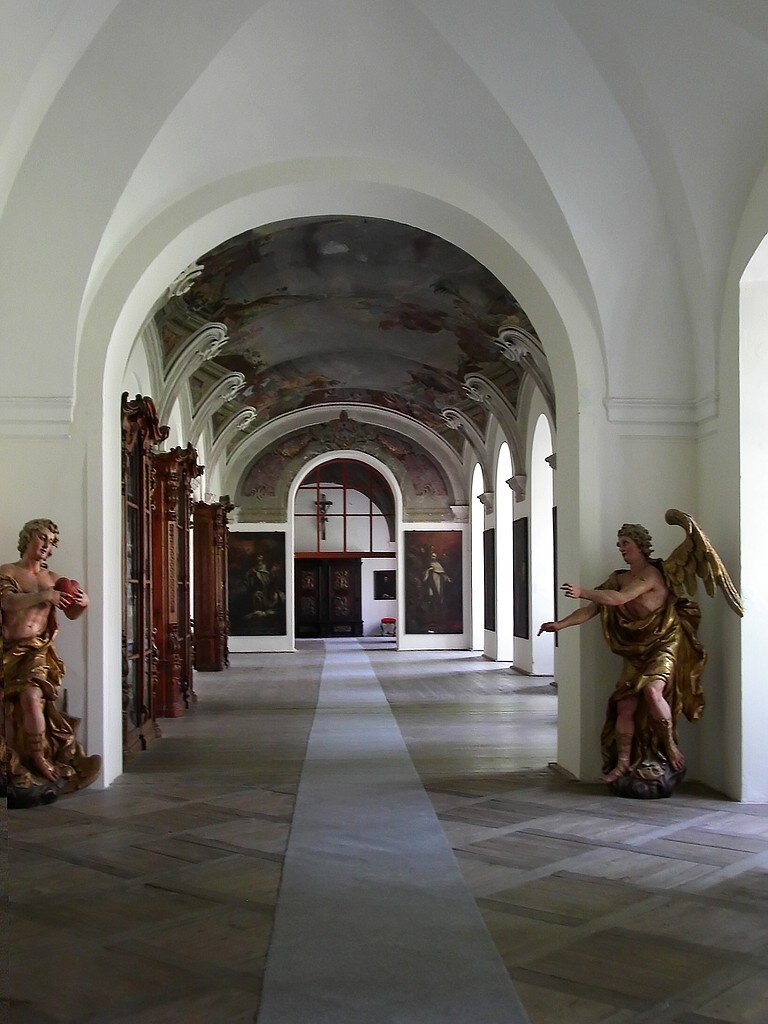
Interiér konventu

Klášter byl založen knížetem Vladislavem II. a jeho manželkou Gertrudou roku 1144. Klášter byl podle langheimské tradice osazen v březnu 1145 řeholníky z bavorského kláštera v Langheimu. Prvních devět řeholníků od Vladislava II. získalo knížecí dvorec Plasy a vesnice v okolí: Kaznějov, Sechutice, Vrážné a Nebřeziny, od pražského biskupa Oty ještě pátou. Klášter vznikl na místě močálu v údolní nivě řeky Střely. Cisterciáci postupně získali další vesnice. Obdarováváni byli nejen vládnoucím rodem, ale i šlechtou. Některé vsi kupovali, jiné vzdálené vyměňovali za bližší. Od knížete Soběslava II. klášter roku 1175 získal dva újezdy, s knížetem Bedřichem směnil ves Tuškov za dvory Kočín a Dolní Sechutice.

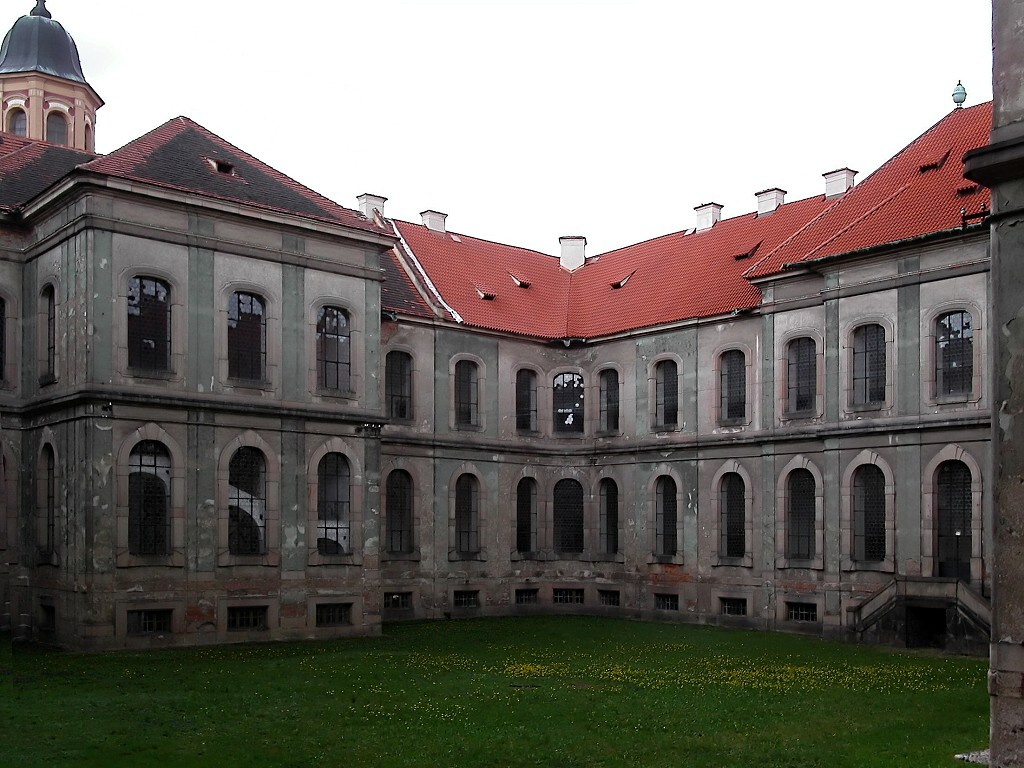
Rajský dvůr uvnitř konventu

Řádové statuty cisterciákům ukládaly kultivaci neosídlených území pomocí velkých hospodářských dvorů (grangia) a zemědělským hospodařením, čímž zároveň byla zajištěna soběstačnost kláštera. V okolí Plas byla krajina osídlená, takže řeholníci rušili některé původní vesnice a zakládali na jejich místě hospodářské dvory, kde potřebnou manuální práci vykonávali mniši a laičtí konvrši.
Opat Ivo započal roku 1154 s výstavbou konventního kostela, románské kamenné baziliky Nanebevzetí Panny Marie, který byl v roce 1204 vysvěcen olomouckým biskupem Robertem.
O středověkém majetku kláštera vypovídá jeho potvrzení papežem Inocencem IV. z 19. října 1250, v němž je uvedeno jedenáct grangií, vsi a kostely.
V době největší rozkvětu za vlády Václava I., který prý sám v klášteře několikrát pobýval, vznikla kolem roku 1260 tzv. Královská kaple, postavená po vzoru francouzských dvoupatrových palácových kaplí. Zachovaly se v ní fresky z doby kolem roku 1300. Kaple je jediným pozůstatkem gotického období kláštera.
Koupí vsi Třímany se v roce 1326 dovršil teritoriální vývoj klášterního panství a dosáhl svého maxima v celé historii kláštera. Od třicátých let 14. století přestal klášter lpět na svých řádových statutech a začal vybírat peněžní feudální rentu, dříve zapovězenou – klášter se stal běžnou feudální vrchností. Zatímco ve 13. století byly centry správy i hospodářství dvory, o sto let později jimi byly rychty. V druhé polovině 14. století se klášter dostal do finančních potíží, které zvýšil vysokými daněmi na sklonku své vlády Václav IV. Klášter zastavoval svým poddaným pozemky ve vesnicích, které patřily do spádové oblasti městeček ležících mimo vlastní klášterství. Vsí v okolí plaského opatství a vsí v blízkosti sídel nižší šlechty se pronájmy netýkaly a byly nadále spravovány přímo z Plas.
Přes veškeré potíže byl klášter do husitských válek na vzestupu a ve 14. století vlastnil sedmdesát vesnic. Malá část jeho statků se nacházela i na levém břehu Vltavy v Praze.

### Patnácté a šestnácté století
Rozpad klášterství předznamenalo zastavení čtyř vesnic dne 1. srpna 1419 bratřím Hanušovi a Bedřichovi z Kolovrat na Libštejně a Krašově za 577 a půl kopy českých grošů. Na sklonku téhož roku začal rychlý zábor statků kláštera okolní šlechtou – do roku 1421 ztratil klášter pět šestin svého majetku, samotné opatství v Plasích bylo v té době vypáleno husity. Velkou část klášterního majetku zastavil král Zikmund bratrům z Kolovrat, Burjanovi z Gutštejna a Janu Bavůrkovi ze Švamberka. Do roku 1425 král Zikmund postupně prodal zbývající statky kláštera.
Význam kláštera na dlouhou dobu upadl. Opat Gotfríd se uchýlil do Manětína a část konventu do Plzně. Do Plas se konvent vrátil až před rokem 1438. V roce 1431 je zmíněn prodej plaské klášterní knihovny mezi klášterem Dobrilugk a klášterem na Mariánském vrchu u Brandenburku.
V 16. století musel klášter odvádět vysoké daně, na které sháněl peníze zapůjčením zbývajících vesnic a hospodářských dvorů sousedním šlechticům. Zchudlým mnichům nakonec zůstalo jen pět vsí a několik pozemků s pustými vesnicemi. Za opata Adama se některé vsi vrátili do klášterního majetku, ale v roce 1543 opat Bohuslav zastavil téměř všechny klášterní statky Floriánu Gryspekovi, aby mohl zaplatit dávky na válku s Turky. Na konci 16. století byli poddaní kláštera přetíženi robotou a odmítali poslušnost opatovi. Na klášterním panství navíc řádil mor a povodně. Císař Rudolf II. se snažil plaskému klášteru pomoci a přidělil mu proboštství v České Lípě, ale nestačilo to. Na začátku 17. století v roce 1608 zbyli v klášteře pouze dva řeholníci.

### Sedmnácté století
Opat Jiří Vašmucius se při stavovském povstání postavil jednoznačně na stranu Habsburků. Pomohl pražskému místodržícímu Jaroslavu Bořitovi z Martinic uprchnout po pražské defenestraci, na žádost císaře Matyáše finančně podpořil Plzeň obléhanou vojsky generála Mansfelda a následně se s klášterním oddílem připojil k obraně – vedl dělostřelce na hradbách. Po dobytí Plzně byl zajat a odsouzen k smrti, ale konvent jej vyplatil. Stavovská strana opatovu pomoc Plzni neopomněla a vyplenila kromě několika klášterních vsí i samotné Plasy. Části klášterního panství byly konfiskovány a prodány okolní šlechtě, např. Václavu Gryspekovi. Na konci roku 1619 nebo na jaře 1620 byl klášter znovu vypleněn nizozemskými vojáky. Podle Pavla Skály ze Zhoře byl v Plasích na podzim roku 1620 jen jeden ovčák, vše ostatní vypleněno.
Obrat v situaci kláštera nastal až po bitvě na Bílé hoře. V roce 1623 rozhodl císař Ferdinand II. o navrácení dřívějšího majetku kláštera, který byl konfiskován vzbouřencům. Klášter kromě statků držených před stavovským povstáním získal kaceřovské panství zabavené Gryspekům, které držel před husitskými válkami či hospodářský dvůr Kalec. Tím byla obnovena hospodářská základna kláštera a mohl být obnovován i areál v Plasích. Byly likvidovány zřícené stavby a zahájena dostavba raně barokního konventu na starých gotických základech. Když byl klášter obyvatelný, obnovil opat po dlouhé přestávce přijímání noviců. Probíhající třicetiletá válka a průtahy vojsk obou stran však znemožňovaly rozvoj panství a řada vesnic zpustla. Ostatně i opat s mnichy se v roce 1638 uchýlil do lépe chráněné Plzně.
Okolo roku 1660, za opata Tenglera, byla obnovována bazilika, zničená ze dvou třetin husity. Kostel byl obnoven jen v poloviční délce. Bylo postaveno nové průčelí a zásadně změněna loď, závěr i interiér. Postupně byly opraveny další budovy a byly přikupovány okolní statky – například opat Benedikt Engelken koupil od rodu Miseronů z Lisonu roku 1678 krašovské panství. 

### Barokní rozvoj

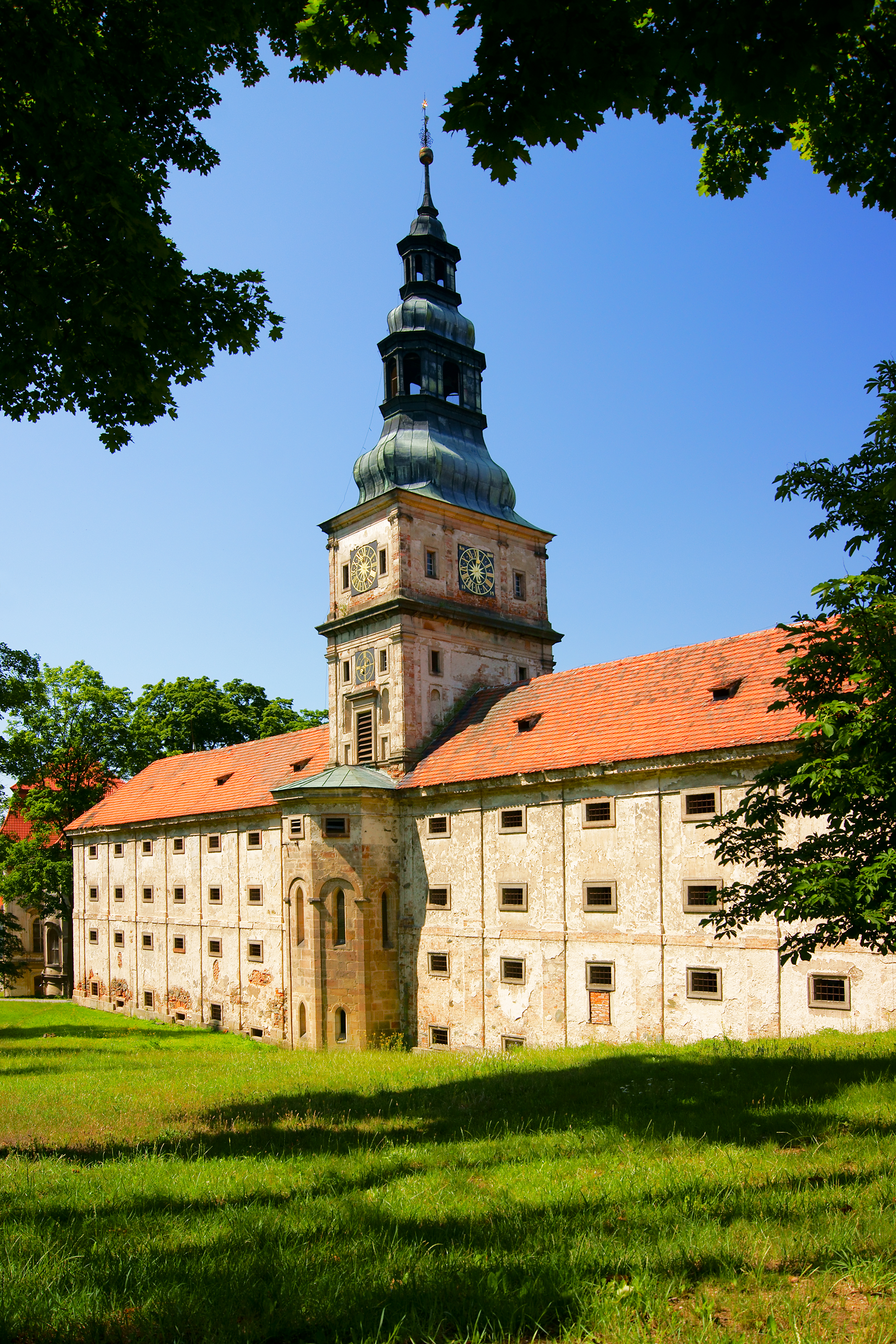
Barokní sýpka postavená okolo gotické kaple

#### Opat Trojer
Prosperující klášter si mohl dovolit velkorysý stavební program. Opat Ondřej Trojer také využil potlačeného selského povstání proti klášteru z roku 1680 a odsouzence zavázal k robotě při výstavbě v Plasích, na rozšíření kostela v Mariánské Týnici a vysázení lipové aleje z Kralovic, jejímž posledním zbytkem je Radimova lípa. K týnickému kostelu nechal přistavět kryté ambity s obytnou budovou a Mariánský Týnec povýšil na proboštství.
Opat Trojer se do architektonické podoby opatství v Plasích zapsal především spoluprací s francouzským architektem Janem Baptistou Matheyem. Opat jej podle vlastních slov považoval za architekta nejzkušenějšího a ze všech pražských nejvýtečnějšího. Během let 1685–1686 byla podle Matheyových plánů rozšířena bývalá královská kaple na barokní sýpku, do roku 1690 barokně přestavěl gotický hřbitovní kostel svatého Václava a především pak novou prelaturu, která byla dokončena až po Matheyově smrti v roce 1698 pod dohledem pražského architekta Pavla Ignáce Bayera.
Opat Trojer koupil pobořenou kapli svaté Kateřiny v Mladoticích, podle plánů Matheye ještě začal stavět kapli svaté Kateřiny v Nynicích. Opat zemřel v roce 1699 a nynickou kapli dokončil jeho nástupce Evžen Tyttl roku 1701.

#### Opat Tyttl
Evžen Tyttl, který byl zvolen opatem ve věku třiatřiceti let, navázal na Trojerovo dílo. Pokračoval ve zvelebování celého panství i samotného kláštera, zřejmě i proto, že se o architekturu sám zajímal a byl v této oblasti mezi českými cisterciáckými opaty výraznou autoritou. Někteří pozdější historikové jej považovali za architekta a ani dnes není příliš jisté, do jaké míry ovlivňoval architekty a stavitele.
Stavební rozvoj plaského panství za opata Tyttla je spojen s architektem Janem Blažejem Santini-Aichelem, který pro klášter pracoval nejpozději od roku 1707 až do své smrti v roce 1723. Santini už měl zkušenosti ze svých předchozích prací pro řeholní řády, přesto se rozhodl u tohoto projektu pro velkou změnu. Přestavba podle Santiniho plánů probíhala v letech 1711–1740. Důležitým konstrukčním prvkem se stal propracovaný vodní systém čerpající z nedaleké řeky Střely a bažinaté půdy v jejím meandru.
Kromě prací v kláštere začal Santini projektem mladotické kaple Jména Panny Marie. Na relativně malém prostoru kaple předvedl Santini své mistrovství a získal plnou opatovu důvěru. Do roku 1710 pak navrhl plány dvou dalších významných staveb – kostela Zázračné Panny Marie s novým proboštstvím v Mariánském Týnci a budovy nového konventu s chrámem přímo v Plasích.
Santiniho koncepce řešení plaského kláštera je ztvárněna v plánu, který je uložen dnes najdeme v archivu kláštera ve Zwettlu. Znázorňuje návrh klášterního kostela, konvent, prelaturu a její zahradu, velkou sýpku na východ od prelatury a menší kapli severně od prelatury. V plánu chybí rozsáhlý hospodářský dvůr.
Stavby zahrnuté v tomto plánu můžeme dělit na dva druhy – stavby ze staršího období, které byly zamýšleny Santinim jako přestavby či dostavby (např. prelatura, velká sýpka) a nově vystavěné budovy. Z novostaveb byl realizován pouze konvent, na rozdíl od velkého klášterního kostela, osové kaple a přestavbě velké sýpky. Zamýšlená podoba prelatury nebyla dostavěna do navržené trojkřídlé podoby, pozměněn byl pouze vzhled zahrady, ke které přibyl ambit s osovým pavilonem.
Santiniho dokumentace byla přechovávána v klášteře. Tento dokument se oproti plánu ve Zwettlu liší v několika drobnostech, například umístění hlavní brány, podoba menšího kostelíka v ose hlavní cesty a nezmíněná přestavba velké sýpky. Kostelík Panny Marie Růžencové měl být zachován ve své podobě z počátku 17. století.

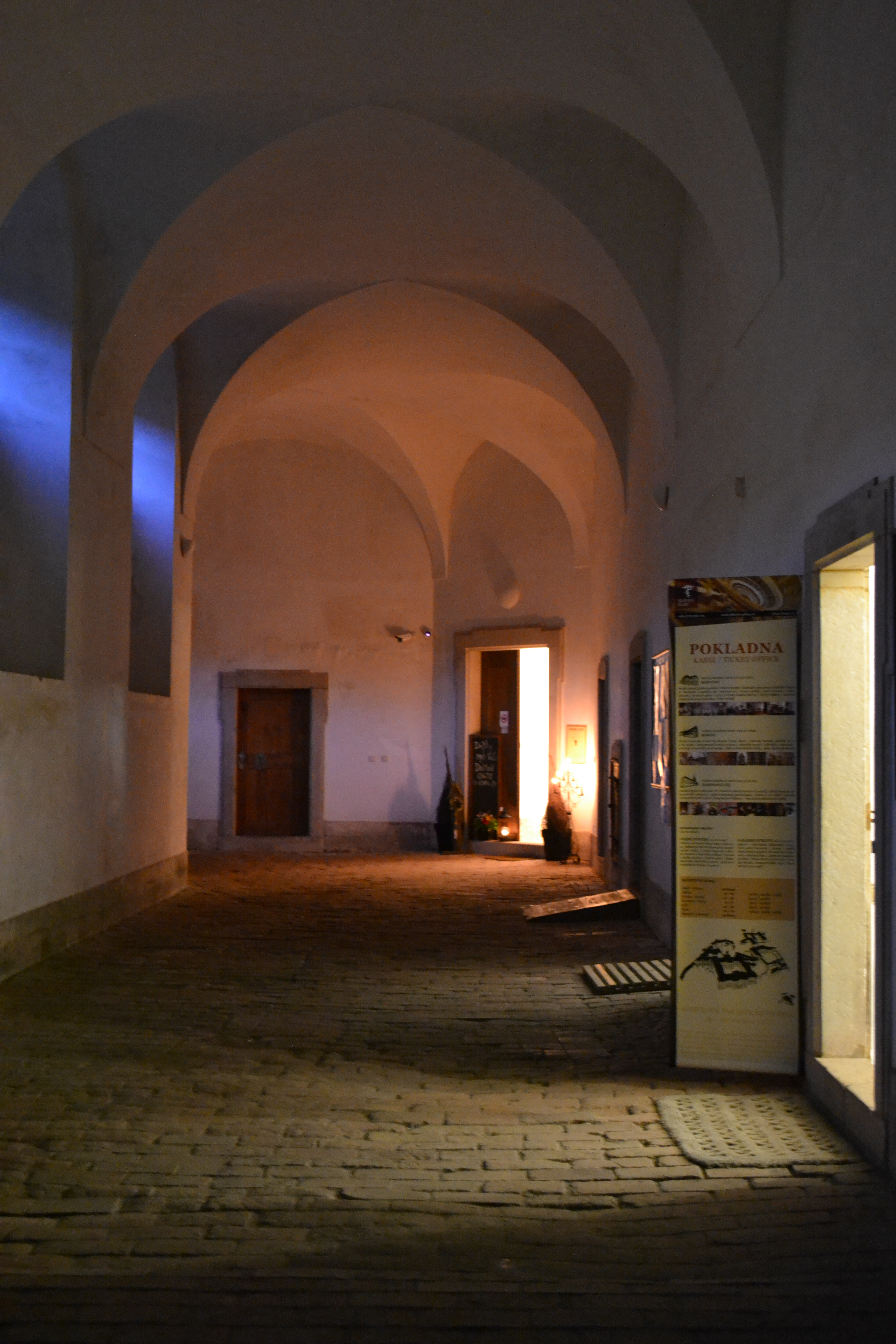
Interiér plaského kláštera

#### Řešení přestavby
Starý gotický konvent byl zbořen a na jeho místě v letech 1711–1740 vystavěn velkolepý barokní. Při jeho zakládání byla použita neobvyklá technika – byl postaven na dřevěném roštu, který leží na štěrkovém podloží. Rošt je v některých místech umístěn na dubových pilotech zaražených do bahnitého podloží. Pilotů je asi 5100. Trvanlivost roštu zajišťuje jeho stálé uložení ve vodě, která je přiváděna systémem kanálů napájených místními prameny a nouzově vodou ze Střely. Tabulka u východního zrcadla (závěr schodiště) nese vzkaz stavitelů, že bez vody se stavba zřítí. Vodní systém kláštera je považován za technickou památku evropského významu.
Santini ve svém plánu vycházel ze stavby prelatury arcibiskupského architekta Jeana Baptista Matheye, která se orientovala na celý komplex plaského kláštera. Tato budova je propojena s původní bazilikou díky osovému pootočení. Konventní kostel navržený Santinim navázal na osovou síť Matheyovy přestavby, a proto byl umístěn v prodloužení vstupního křídla prelatury směrem k jihozápadu, zatímco na jihovýchodní straně navazoval konvent. Kvůli tomuto kroku byla obětována středověká klášterní bazilika a posunuta novostavba konventu. Podle plánu ve Zwettlu byly osové vztahy chápány jako urbanistická chyba. Řešením této chyby mělo být zbourání severní poloviny sýpky a její následná symetrická dostavba. Santini plánoval umístit vstup do kláštera od jižní strany, i když dříve se brána nacházela na severní straně. Brána sloužila k propojení hlavní komunikace uvnitř kláštera. Směrem k západu byla situována hospodářská část klášterního areálu. V konventu se také nachází Santiniho oválné šnekové schodiště.
Výstavbu konventu realizoval Matěj Ondřej Kondel, bývalý poddaný kláštera v Plasích.

##### Konventní chrám
Z architektonického hlediska hrály významnou roli návrhy kostelních novostaveb. Do konventního chrámu byly umožněny dva vstupy – jeden z tzv. „velké kapituly“ a jeden z ambitu v prvním patře. Kostel se do vnějšího prostoru otevíral dvěma portály. Velký portál se nacházel v ose jihozápadního průčelí a spojoval prostor s terasou před touto fasádou, druhý portál v čele levého ramene transeptu uprostřed severozápadní boční fasády. Velký chrám měl navržen půdorys ze tří ve styku se překrývajících řeckých křížů. Hloubkově oválný půdorys měl být zaklenut kupolemi, z nichž jen prostřední byla vyvýšena o tambur. Oba objekty byly architektonicky navrženy jako jeden celek. Dominantu chrámu tvořila stupňovitě se zdvíhající sestava kupolí chrámu, do níž byl připojena i kupole nad velkou kapitulou.

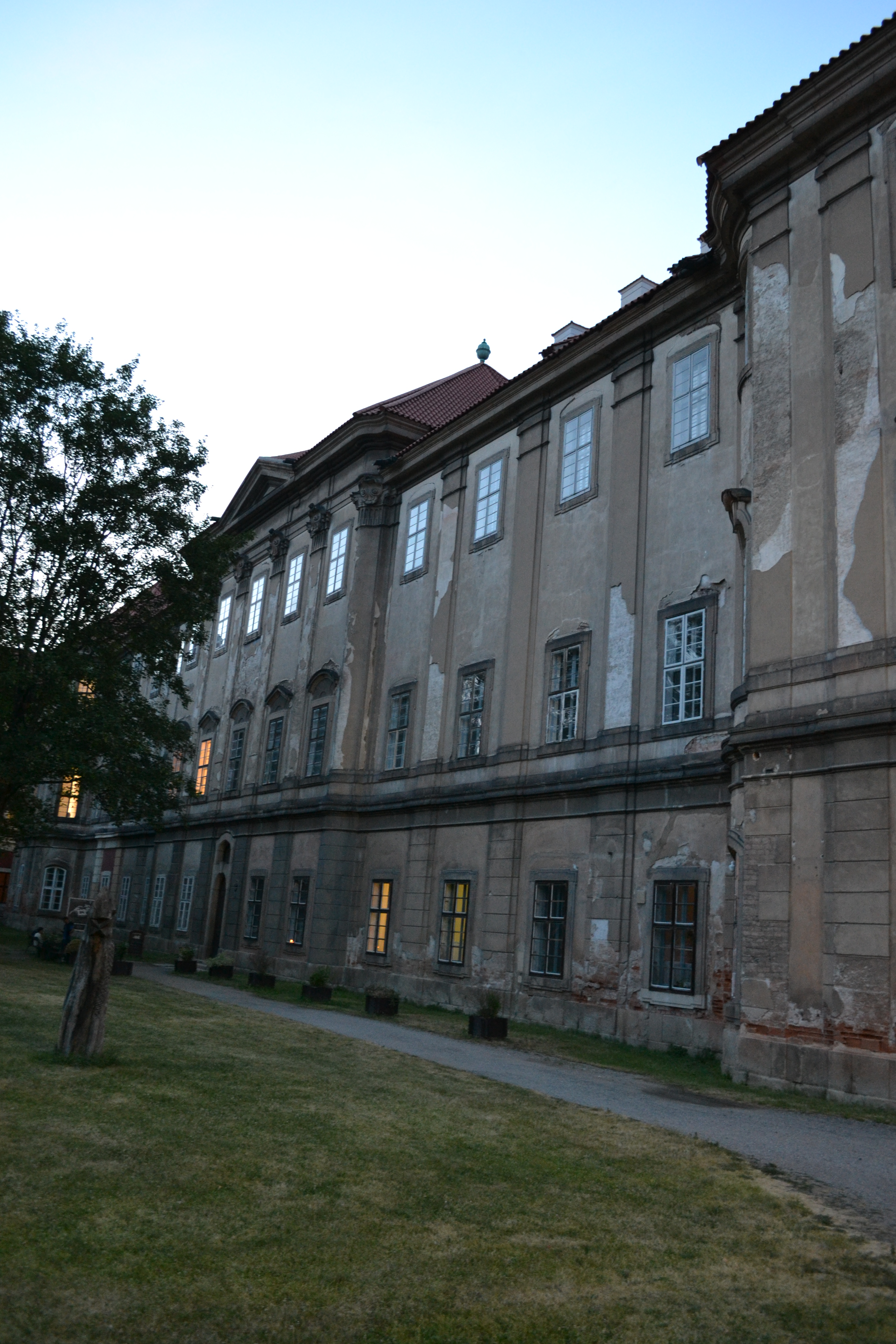
Plaský klášter

Interiér konventního chrámu se ve všech třech lodích dělí v rytmicky bohatých řadách dle půdorysných dimenzí a klenebních konstrukcí. Hlavní prostor je klenut třemi kupolemi, vyšší prostory klenuté zřejmě plackami. Prostory v bočních lodích se klenuly plackami, zatímco nižší pole měla být klenuta plochými kupolkami (podobně jako v Sedleckém klášteře). Různost jednotlivých prostorů zdůrazňovala bohatá stupnice režimu světla. Ramena transeptů a závěrová pole zdobily okosené kouty při čelních stěnách, které dekorovalo obložení zalamovanými pilastrovými srostlicemi. Nad tyto pilastry byly nejspíš připojeny oblamované přízední pásy klenby. Tento Santiniho návrh, který patřil mezi nejnáročnější, nebyl bohužel zrealizován.

##### Zahrada a sýpka
Další Santinim realizovanou částí byla zahrada prelatury. Na návrh nedostavěné Matheyovy přestavby navazovala stavba ambitu, která byla dokončena pouze v jihozápadní polovině původního rozsahu. Zadní rameno tohoto ambitu zdobila sala terrena. Levé křídlo prelatury na rozdíl od ambitů nebylo nikdy dostavěno – nahradil ho skleník na stejném místě. Pavilon je založen na příčně protáhlém půdorysu, jehož fasády vymezují římsko – dórské pilastry nesoucí redukované kladí. Typickým santiniovským prvkem jsou formy šambrán a suprafenester oken i portálů.
Sýpka (také navržená Matheyem) se nacházela za prelaturou a její levá polovina měla být zdemolována. Na jejím místě mělo být vystavěno symetricky ustupující křídlo, které se opakovalo na pravé polovině. Toto řešení může být označeno jako zbytečné (popřípadě luxusní) a bylo navrženo jen v půdorysném plánu, nikoliv v ideálním pohledu.

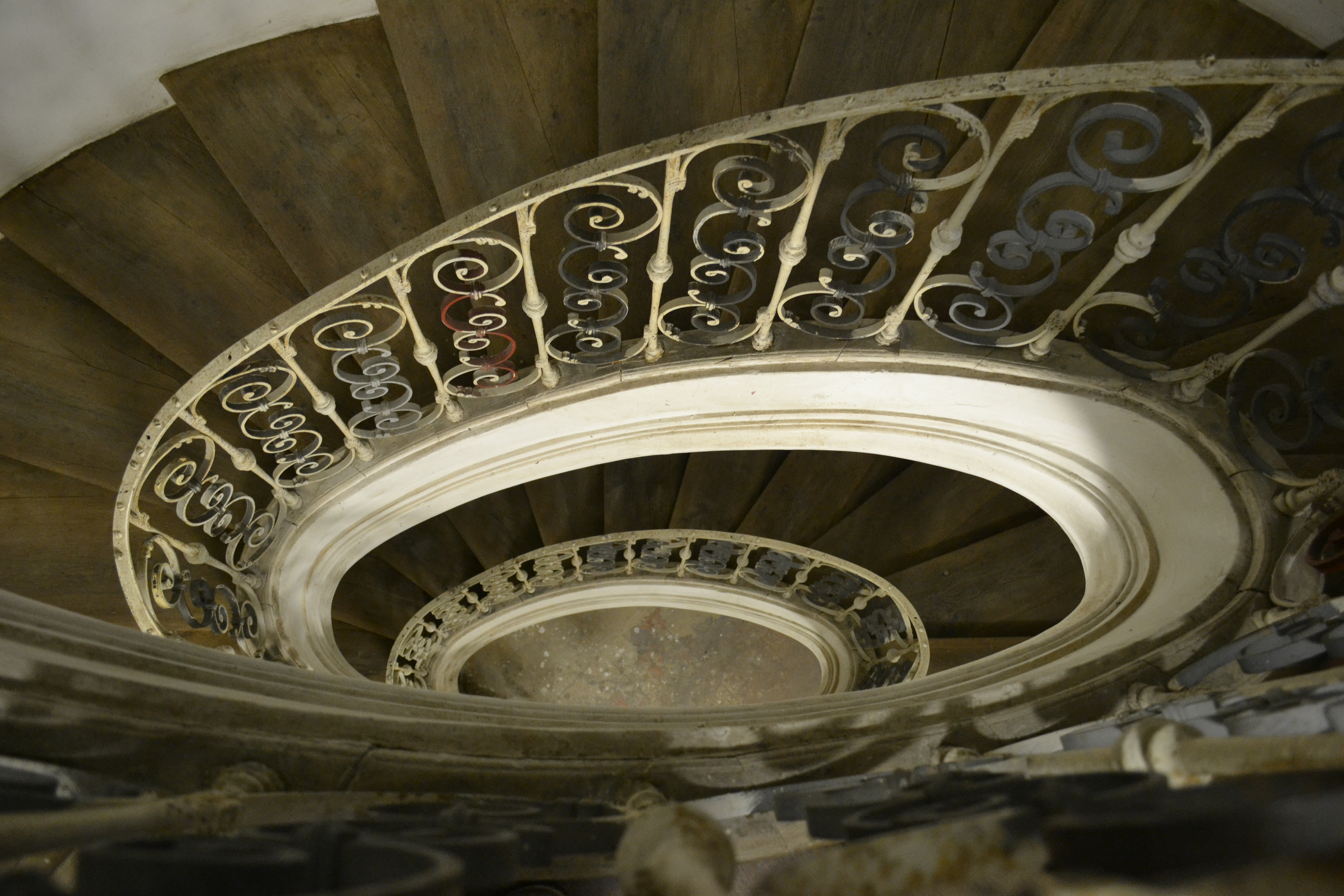
Šnekové schodiště

Prostorný půdorys plaského opatství zabírá plochu okolo barokně upravené (původně románské) baziliky, které zůstala její správná orientace. Tímto se odlišuje od dalších raně i vrcholně barokních budov, které mají jiné schéma. Čtyřkřídlý konvent je s klášterním chrámem spojen hranou na jižní straně. K této části budovy patří další samostatné křídlo, umístěné na jihozápadní straně (sloužilo jako infirmarium).

##### Schodiště
Jan Blažej Santini-Aichel v areálu plaského kláštera navrhl také čtyři samonosná schodiště. Dvě z nich se nacházela v exteriéru (a sice v rajském dvoře, konkrétně v jeho rizalitech, byla trojramenná) a další dvě v interiéru (vedla z přízemního prostoru na půdu kláštera). U exteriérových schodišť bychom našli Santinim navržená zrcadla (neboli barokní bazény), která sloužila ke kontrole vody v základové části objektu.
Santini nebyl jediným umělcem, který se podílel na přestavbě plaského kláštera. V letech 1732–1740 se na freskové výzdobě konventu podílel Jakub Antonín Pink. František Antonín Müller a Josef Kramolín se podíleli na obrazech a freskách. Budovu konventu dokončil Kilián Ignác Dietzenhofer. 

#### Hospodářské dvory
Opati kláštera založili v okolí hospodářské dvory Lomany, Hubenov, Býkov, Sechutice, Rohy, Lednice, Kalec a Robčice.

### Zrušení kláštera
Přestavba kláštera ani samotného konventu nebyla dokončena v plánovaném rozsahu, protože 9. listopadu 1785 byl klášter Josefem II. zrušen a jeho majetek připadl správě Náboženského fondu. Konventní kostel Nanebevzetí Panny Marie byl následně ustaven pro Plasy a přilehlé osady chrámem farním.
Poslední opat Celestin Werner se dlouhá léta a nikoliv beznadějné snažil o obnovení kláštera, jeho snahy neuspěly především pro neochotu bývalých mnichů vrátit se zpět do konventu. Zemské stavy totiž po smrti císaře Josefa II. žádaly obnovení těch zrušených klášterů, které vedli opati se zastoupením na zemském sněmu, aby úmrtím opatů nedošlo k oslabení hlasu duchovních. Zemský výbor předložil roku 1790 novému císaři Leopoldovi II. návrh na obnovení klášterů, které zatím nebyly využívány pro veřejné účely či zbořeny. Císař do týdne přislíbil zastavení pronájmu statků plaského, doksanského a chotěšovského kláštera. V lednu roku 1792 však rozhodl, že pro příště nebudou takové návrhy vůbec přijímány.
Opat Werner se pokusil v roce 1798 do kláštera usadit řád trapistů, ale neuspěl. Další žádost o obnovení kláštera směřoval opat přímo císaři, načež zvláštní komise přezkoumala stav kláštera a shledala jej nevhodným pro využití jako kasárna. V lednu 1803 byl opat Werner vyzván, aby předložil písemné vyjádření žijících členů konventu, že žádají obnovení kláštera. Z původních šedesáti mnichů odpovědělo kladně pouze 14. Klášter již nebyl nikdy obnoven.

### Metternichové

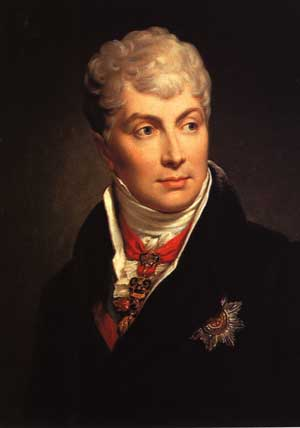
Hrabě Klement Václav Metternich

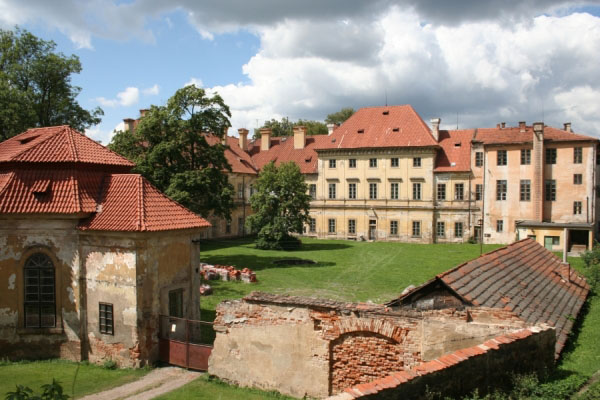
Areál zámku – prelatury

Za napoleonských válek se vyprázdnila státní pokladna a to přispělo k prodeji panství bývalého kláštera Plasy a Mariánské Týnice včetně budov a tří dvorů (Bělá, Kaceřov a Krašov) z dosavadního majetku Náboženského fondu. Kupní smlouvou ze 4. července 1827 bylo České království, zmocněné nejvyšším purkrabím Chotkem, prodat tehdejší nejmocnější politické osobnosti Rakouska-Uherska, kancléři Klementu Václavu Nepomuku Lotharu Metternichovi (1773–1859).
Panství v ceně 1 100 050 zlatých tehdy tvořilo městečko Kralovice s 55 vesnicemi (Babina, Bílov, Bohy, Borek, Břízsko, Brodeslavy, Buček, Bukovina, Černíkovice, Česká Bříza, Dobříč, Dolní Bělá, Dolní Hradiště, Dřevec, Hadačka, Hodyně, Horní Bělá, Horní Bříza, Horní Hradiště, Hradecko, Hromnice, Hubenov, Hůrky, Chotiná, Jarov, Kaceřov, Kaznějov, Kočín, Kopidlo, Koryta, Kostelec, Kozojedy, Lednice, Lomnička, Loza, Mariánský Týnec, Mladotice, Nadryby, Nebřeziny, Nynice, Obora, Ondřejov, Planá, Plasy, Potvorov, Rakolusky, Robčice, Rybnice, Řemešín, Sedlec, Trojany, Všehrdy, Výrov, Žebnice, Žichlice), čtyřmi částmi vsí (Bučí, Mostice, Újezd, Zahrádka) a pěti poplužními dvory (Hubenov, Olšany, Tlučná, Třemošice, Vrtba).
Z celkových 27 888 hektarů půdy bylo 13 127 hektarů dominikálních (lesy 8 831 ha, pole 2 986 ha). Ve vlastní režii bylo provozováno 5-8 dvorů, 13 ovčínů, 13 lesních revírů a 50 rybníků. Z Metternichova podnětu byla v roce 1829 v Plasích založena železárna, která mimo úředníků zaměstnávala 169 dělníků. Provoz byl ukončen v roce 1875. Dalším průmyslovým podnikem byla továrna na šindelové hřebíky a na parkety a 145 osob se zabývalo průmyslovou výrobou kyseliny sírové a kamence, V provozu byl dále pivovar, lihovar, pila a cihelna. Ve vlastní režii se nacházely také knížecí doly (r. 1881 4 doly na kamenné uhlí v Rybnici, 3 doly v Kaznějově, 2 doly v Plzni-Bolevci, 3 doly v Hromnici, na železnou rudu 18 dolů v Ejpovicích, 3 doly v obci Litohlavy, 4 doly v Oráčově a jeden důl na Hořovicku. Plaské panství drželo patronát nad 11 kostely a 8 farami.
Klemens Wenzel von Metternich upravil bývalou klášterní prelaturu na zámek; některé budovy kláštera ustoupily silnici k železné huti (např. byl zbourán kostel Panny Marie Růžencové v severní části klášterního areálu, který spojoval bývalou prelaturu s hospodářským dvorem). Materiál ze zbouraných staveb byl použit na stavbu hutě (werku), správních a obytných budov pro dělníky. Původní barokní hřbitovní kostel sv. Václava byl přestavěn do podoby empírové. Z krypty kostela byly odstraněny pozůstatky mnichů a kníže Klement Metternich v kryptě zřídil rodovou hrobku, do které nechal 9. srpna 1828 převézt ostatky členů rodu a do níž byl po své smrti v červnu 1859 pochován.
Velkostatek, který přecházel na dědice, se měnil ve své podobě jen málo. Panství Plasy zdědil nejstarší syn Richard Kliment Josef Metternich (1829–1895), do roku 1870 rakouský velvyslanec v Paříži, žil ve Vídni a každý rok přijížděl do Plas se svou rodinou. Jeho chotí byla kněžna Pavlína rozená hraběnka Sandor ze Szlawnicze. Její zásluhou bylo zřízeno v klášterní knihovně divadlo, v kterém plzeňské divadlo uvedlo Smetanovu operu Hubička. Kníže Klement Václav Lothar Richard Metternich zemřel v roce 1895 a byl posledním členem metternichovské rodiny pohřbeným v kryptě. Richard Metternich měl se svou manželkou pouze tři dcery Sophii, Antoinettu a Klementinu, z toho důvodu převzal správu Pavel Lothar Klemens Metternich (1834–1906). Se svou manželkou Melanii Zichy-Ferraris měli tři děti Klementa, Paulinu-princeznu Titi a Emili. Po úmrtí byl kníže 9. února 1906 převezen z Vídně do Plas a následující den pohřben v rodinné hrobce. Vedení panství Plasy po něm převzal jeho syn Klement Michal Wenzel Lothar Felix Metternich (1869–1930).

#### Požár v roce 1894

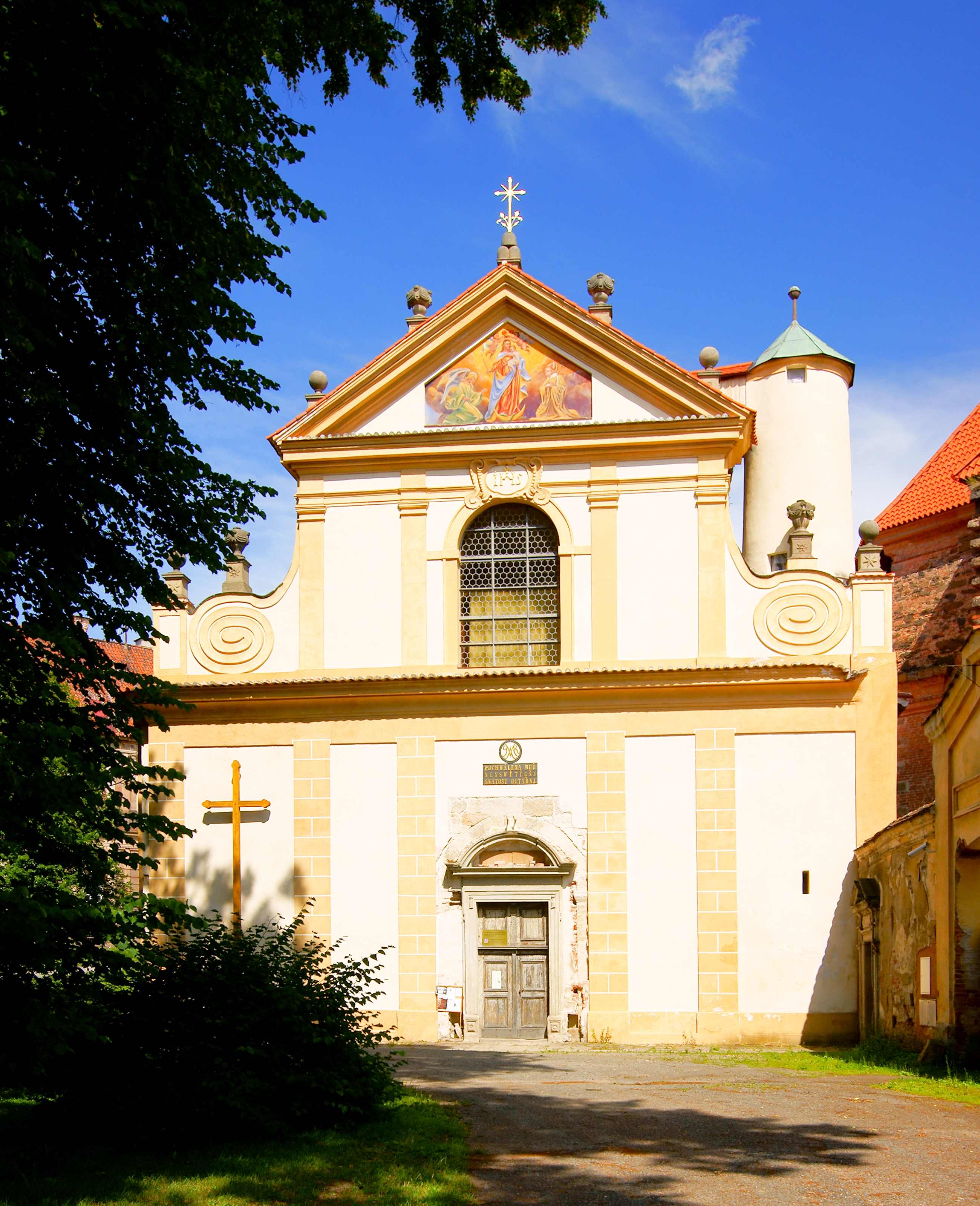
Kostel Nanebevzetí Panny Marie

Letního dne 27. srpna 1894 byla většina lidí na polích či na výročním Bartolomějském trhu v Plzni. V pivovaru sousedícím s konventem se při požehování sudů přibližně v 15.30 zapálila nedaleká tesařská ohrada přilehlá ke konventu. V ní uložený dřevěný materiál se během několika minut vzňal a plameny zapálily bednění lednice stojící u kaple sv. Benedikta. Vysoké plameny zachvátily bednění její kopule a západní vítr hnal plameny na zdí neoddělený krov střechy konventu.
Na záchranu byly povolány hasičské sbory z okolí – dostavilo se 28 stříkaček, plaští občané, setnina 35. pluku z Plzně či stovka vojáků sboru zákopníků. Parní stříkačky z Plzně a Žatce chrlily vodu na konvent ze dvou míst, sbory s ručními stříkačkami chránily okolní budovy. Během noci se oheň dostal až na východní střechu nad bývalým letním refektářem, tehdejší sýpku, kde znovu nabral na síle a následujícího dne zničil většinu ze zásob obilí. Vítr se však otočil a poslední křídlo kláštera se ocitlo také v plamenech. Střecha kostela Nanebevzetí Panny Marie začala během pěti dnů třikrát hořet, ale vždy byla včas uhašena. Uhasit požár trvalo téměř týden, avšak vysoká a nepřístupná kopule kaple sv. Benedikta hořela dál až do 9. září, kdy se v 9 hodin dopoledne zřítila. Ve zřícené báni s Mojžíšovým hadem se našla krabička s prstí a popelem z hrobu sv. Jana Nepomuckého, ostatky dalšího svatého, latinsky psaná kniha z roku 1739, chvalozpěv na Evžena Tyttla, vysvěcení nového konventu a další písemnosti.
Při požáru shořely střechy a druhé patro konventu, čímž byly zničeny nástropní malby  v tomto patře, a také stropní freska v letním refektáři, pojmenovaná Zázračné nasycení pěti tisíců (Mat 14, 17–21). Škoda ve výši 150 000 zlatých byla likvidována z požárního pojištění. Následky požáru na budově byly odstraněny již v létě roku 1895. Ač byla obnovena kopule kaple sv. Benedikta, zřícené schodiště či jeho zábradlí, fresky v druhém patře či letním refektáři obnoveny nebyly a prejzy na střeše nahradily běžné tašky.
S požárem malinko souvisí i pověsti o pokladu ukrytém pod konventem: Marie Mervartová, pravnučka Martina Sinkuleho, komorníka opata Wernera a jednoho ze tří osob přítomného ukrytí pokladu, prý před třetím hledáním varovala, že bude-li poklad hledán bez potomků komorníka, bude hořet. Konvent začal hořet dřív, než ředitel plaského panství Holeček dojel kočárem z Plzně do Plas.

#### Pozemková reforma
V roce 1921 byl majetek Klementa Metternich-Winneburg zařazen do první etapy pozemkové reformy. Do záboru byl dán velkostatek Plasy: Mlác (nyní Mladotice), Kralovice, Rohy, z Lednice 40 procent a celý velkostatek Kynžvart. K zahájení přídělového řízení a parcelaci zemědělské půdy na velkostatcích Plasy a Liblín došlo už v roce 1922. Na velkostatku Plasy jí podléhalo 13 017 ha, z čehož bylo 2 866 ha rozparcelováno, z 594 ha vznikly zbytkové statky a 9 555 ha bylo ze záboru propuštěno.
U velkostatku Plasy činila celková výměra 672,24 ha zemědělské půdy, přičemž ze dvora Lednice bylo konfiskováno 40 % zemědělské půdy, u velkostatku Liblín 94 ha zemědělské půdy. Žádosti o příděl zemědělské půdy se podávaly do 15. srpna 1922 ve dvou stejnopisech na úředních formulářích, které bylo možné obdržet u obecních úřadů ve jmenovaných obcích, u komisaře Státního pozemkového úřadu v Kralovicích nebo u obvodové úřadovny Státního pozemkového úřadu v Plzni. Úřední místnosti přídělového komisaře se nacházely v budově městské spořitelny v Kralovicích.
Jednalo se o zemědělskou půdu ze dvorů Kralovice, Mladotice, Rohy, Lednice, ležící svými pozemky v katastrálních obcích Kralovice, Mladotice, Zbohy, Hodyně a Lednice, soudního a politického okresu kralovického a patřící k velkostatku Plasy, dále ze dvorů Liblín a Žíkov, ležící svými pozemky v kat. obcích Liblín, Kozojedy, Olešná, Svatý Kříž, soudního a politického okresu kralovického a rokycanského a patřící k velkostatku Liblín.
Přídělové řízení na objekty dvorů Plasy, Lomany, Olšany, Hubenov, Sechutice, Lednice, Kačerov, Třemošnice a Býkov, ležící svými pozemky v katastrálních obcích Plasy, Lomnička, Sedlec, Hradecko, Výrov, Lednice, Kačerov, Žichlice, Hromice, soud. okresů Kralovice, Plzeň a Manětín, probíhalo od 2. února do 15. února roku 1924.
Ve lhůtě od 1. července do 10. července 1923 vyhlásil Státní pozemkový úřad přídělové řízení (prodej) do vlastnictví či pachtu na zbytkový statek Rohy ve výměře asi 53 ha, ve lhůtě od 14. do 27. července 1924 přídělové řízení na zbytkové statky do vlastnictví či pachtu v soudním okrese Kralovice a Plzeň:
1. ze dvora Kačerov ve výměře asi 64 ha,
2. ze dvora Olšany ve výměře asi 200 ha,
3. ze dvora Sechutice ve výměře asi 100 ha,
4. ze dvora Třemošnice ve výměře asi 36 ha.[12]

Po pozemkové reformě se v Plasích konstituovalo stavební bytové družstvo, které organizovalo rozsáhlou výstavbu rodinných domků na rozparcelovaných pozemcích velkostatku. Zbytkový statek Olšany o rozloze 190 ha koupil za přídělovou cenu 850 000 Kč Ladislav Sinkule, zbytkový statek Lednice o rozloze 55 ha za 215 000 Kč Blažej Jánský, zbytkový statek Rohy o rozloze 83 ha za 230 000 Kč František Fencl, zbytkový statek Třemošnice o rozloze 40 ha za 180 000 Kč Josef Volín, zbytkový statek Sechutice o rozloze 114 ha za 600 000 Kč Hugo Thieben a zbytkový statek Kačerov (nyní Kaceřov) o rozloze 64 ha za 280 000 Kč Ladislav Spěváček.
V roce 1930 zemřel kníže Klement Václav Lothar Metternich-Winneburg a panství přešlo na nezletilého syna Klementa a Isabely de Silva y Carvajal (1880–1980) Pavla Alfonse Metternicha-Winneburg (1917–1992), jeho zástupcem byl plaském panství jmenován pan Bedřich Lobkovic z Dolních Beřkovic.

#### Druhá světová válka
Po pozemkové reformě zůstalo celkem 9 881,46 hektarů v záboru, z toho bylo 562,45 hektarů zemědělské půdy, zbytek tvořily lesy. Pozemková reforma se nedotkla pivovaru, sladovny, lihovaru, pily, mlýna a cihelny v Plasích a kaolínových dolů v Kaznějově. Obdobně postihla i panství v Kynžvartu, kde z 6 912,06 hektarů bylo 2 926,68 hektarů rozparcelováno drobným nabyvatelům a 270,38 hektarů přiděleno nabyvatelům zbytkových statků. Pavel Alfons Metternich-Winneburg, který byl posledním mužským potomkem rodu, zdědil knížecí titul a panství Plasy. Studoval renomovanou internátní školu Le Rosey ve Švýcarském městečku Rolle VD, později žil v Berlíně, kde potkal v roce 1940 svoji budoucí manželku Tatianu Vasilčikovou. Svatba se konala 6. září 1941 a novomanželé upřednostnili bydlení na zámku Kynžvart a Plasy navštěvovali zřídka. Obyvatelé Plas na něho ale vzpomínali jako na veselého sympatického muže se smyslem pro humor.
Po vypuknutí občanské války ve Španělsku se kníže Pavel Alfons přihlásil jako dobrovolník na stranu nacionalistů, kde byl nasazen jako kurýr, spojka, řidič i voják. Za druhé světové války absolvoval nejprve výcvik v Cannstattu, Stuttgartu a Krampnitzu, poté byl nasazen na frontu do Ruska. Sloužil u cyklistického útvaru, později převelen na místo styčného důstojníka ke španělské divizi a po těžkém zápalu plic a pohrudnice byl v polovině roku 1944 převelen k 17. jezdeckému regimentu v Bamberku, pak do Štětína a do Ludwigslustu. Během krátkých dovolených jezdil na svá panství v Johannisbergu, Kynžvartu a Plasích. Na všech panstvích převzala správu jeho žena Tatiana.
Na konci války se v Plasích usídlil vojenský štáb, kterému podléhalo sedm letišť (např. Plzeň, Plasy, Cheb, Mariánské Lázně a Kařízek). Velitel štábu plukovník Wittich byl ubytován v konventu, důstojníci v hotelu, na radnici byla umístěna vysílačka a ve vedlejší zahradě antény na vysokých stožárech. V Plasích přibývali utečenci a vojenští dezertéři. Dne 7. května 1945 nastolili zaměstnanci metternichovského velkostatku národní správu v čele se závodní radou.

### Plasy v majetku státu
Ke konci války sloužil klášter ruským vojákům, jelikož blízko Plas procházela tzv. demarkační čára. Poslednímu vlastníku, kterým byl Pavel Alfons Metternich, byl majetek ve 33 obcích 21. června 1945 podle dekretu prezidenta republiky č. 12/1945 Sb. z. konfiskován, o čemž rozhodl dne 18. srpna 1945 Okresní národní výbor v Kralovicích. Rozsáhlé pozemky a lesy o rozloze 757 ha byly rozparcelovány deputátníkům, malozemědělcům, bezzemkům, obci Plasy, Správě státních lesů. Do doby, než byla zavedena na velkostatku národní správa, bylo mnoho cenných umělecko-historických předmětů z majetku Metternichů zničeno, znehodnoceno, rozprodáno a ukradeno. Rodinný archiv Metternichů byl převzat ze zámku v Plasích do Národního archivu až po roce 1945.
V prosinci 1948 byl zámek v Plasích přidělen Okresnímu národnímu výboru v Kralovicích.[chybí lepší zdroj] Objekt chátral a byl využíván k různým účelům. Vedle státních úřadů vlastnily objekty bývalého kláštera například Západočeské pivovary, Jednota Plasy, Československé státní lesy (Lesní závod Plasy) či podnik Zelenina, budovy konventu, prelatury a sýpky sloužily jako kanceláře Okresního národního výboru Kralovice, později ONV Plasy, či sídlo okresního archivu, hudební školy, kuchyně Jednoty, Muzeum města Plasy, které bylo roku 1972 nahrazeno Muzeem osvobození. Využívání objektu provázely nevhodné stavební zásahy (bourání příček či vyzdívání nových). Na prelaturu byla přemístěna knihovna, staré opatství obdržel do využívání Český svaz mládeže a internát.
V roce 1963 byl vybudován v bývalé prelatuře (zámku) kryt civilní obrany, který zcela zdevastoval podzemní barokní sklepení, vybudované pod vedením Jean Baptiste Mathey. Výstavba krytu byla reakcí na tzv. studenou válku, kdy kryt měl v případě napadení poskytnout ochranu vedoucím funkcionářům KSČ z okresu Plzeň-sever. Tento kryt je funkční i v současnosti, snahy využít prostor pro potřeby kláštera jako depozitáře nebyly úspěšné.
Jednotné zemědělské družstvo, založené v padesátých letech a sloučené s okolními družstvy do JZD Pokrok, bylo přeměněno na Školní státní statek. V letech 1966–1983 pak hospodářské objekty a půdu využíval Školní statek Střední zemědělské technické školy Plasy (roku 1986 přemístěn do obce Babina).

#### Plasy po roce 1989
V letech 1992 až 1999 býval klášter dějištěm mezinárodních sympozií a výstav pořádaných Centrem pro Metamedia Plasy a Nadací Hermit.
V roce 1993 započaly systematické průzkumné práce vodního systému a jeho následná obnova. V rozmezí let 1995 a 1996 bylo provedeno několik sond v okolí kláštera, i v klášteře samotném, a byla potvrzena „pověst“ o stavbě na vodě – byly nalezeny původní piloty i dubový rošt, na kterém je stavba kláštera založena. Byly také nalezeny separace – místnosti pro fyzické tresty obyvatel kláštera. Separační místnosti jsou vedle zimního refektáře, celkem byly nalezeny a objasněny principy všech tří místností. Ve dvou z nich jsou šachty s kamenným ostěním, každá šachta pak má jinou hloubku – 2, 4 m a 3 m, šachty zčásti zaplněné vodou.
V roce 1998 bylo dokončena restaurování osmi velkoformátových obrazů (4×2,5m), původem z letního refektáře – výjevů ze Starého a Nového Zákona. Ty jsou nyní umístěny v jednom z rondelů konventu kláštera.
V roce 1999–2000 byl po mnoha letech vystěhován Okresní archiv z druhého patra konventu do nově postavené budovy na Sokolce, zůstal zde pouze depozitář Památkového ústavu. Zároveň byla utlumena činnost Lidové školy umění, která měla své prostory ve spodním patře konventu.
V roce 2004 ukradl tehdejší kastelán Martin Mejchar přibližně 50 starých tisků z konventu (depozit Národního muzea), část z nich zpeněžil, některé se již nikdy do depozitu plaského kláštera nevrátí – např. atlas z 18. století.
Klášter je ve správě Národního památkového ústavu, územní památkové správy v Českých Budějovicích a prochází rozsáhlou rekonstrukcí. Od 1. ledna 2009 přešla nařízením ministra kultury velká část klášterního areálu pod Národní technické muzeum, NPÚ zůstala ve správě budova konventu a sodovkárny. Následně došlo k dalším úpravám, na jejichž základě spravuje NPÚ reprezentační budovy klášterního areálu (prelaturu, konvent, barokní sýpky) a NTM spravuje hospodářskou část areálu.
V klášteře se zachovaly unikátní barokní prevéty, zajímavá je i expozice zaměřená na historii plaského lékárenství v obnoveném nemocničním křídle, galerie malířů Strettiů – plaských rodáků. Zpřístupněná je i budova barokních sýpek s gotickou dvoupatrovou kaplí, stejně jako budova kostela Nanebevzetí Panny Marie.

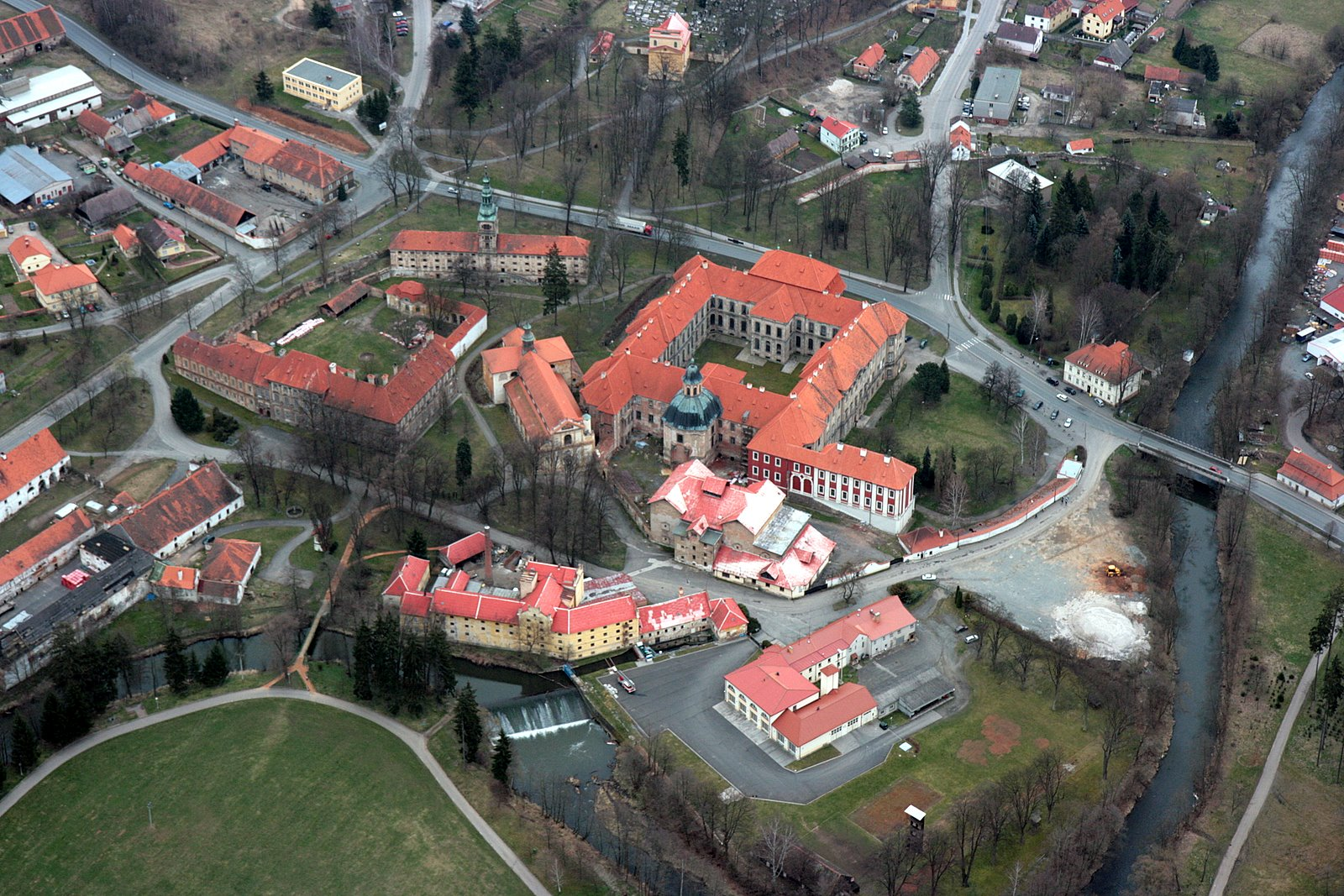
Areál od severozápadu

Klášter Plasy je od roku 1995 národní kulturní památkou (dle Nařízení vlády č. 262/1995 Sb. ze dne 16. srpna 1995). Součástí NKP jsou čísla popisná 1, 2, 6, 11, tj. bývalý klášterní konvent, bývalá prelatura, sýpky, kostel Nanebevzetí Panny Marie, socha sv. Bernarda, sloup, kašna se sochou sv. Jana Nepomuckého, litinová kašna, dva litinové kandelábry, hřbitovní kostel sv. Václava se hřbitovem, hrobníkův dům a bývalý klášterní dvůr. V kostele Nanebevzetí Panny Marie se nalézají jedny z nejcennějších a nejlépe zrestaurovaných varhan v českých zemích – viz článek plaské varhany. Rekonstrukce a obnova kostela proběhla v letech 2017 - 2021 v rámci projektu spolufinancovaného Evropskou unií.
V bývalém pivovaru, sladovně, mlýnu a hospodářském dvoře bylo Národním technickým muzeem po rozsáhlých památkových úpravách dne 29. září 2015 otevřeno nově zřízené Centrum stavitelského dědictví. NTM zde umístilo středisko dokumentace, prezentace a vzdělávání v oblastech stavební historie a tradičního stavitelství a studijní depozitář stavebních prvků. Návštěvníkům slouží expozice shrnující vývoj stavebních prvků, materiálů i konstrukcí. K podrobnému seznámení s historickými stavebními technologiemi, materiály a konstrukcemi slouží zážitkové dílny (cihlář, tesař, kameník, klempíř, kovář...). Názorným exponátem samozřejmě jsou také historické budovy v areálu bývalého kláštera.
V letech 2017–2023 proběhla v rámci projektu Cisterciácký klášter Plasy rekonstrukce starého opatství. Obnovená bývalá opatská rezidence a pozdější Metternichovský zámek je přístupná veřejnosti. Nová prohlídková trasa byla otevřena 21. července 2023 za účasti někdejšího ministra kultury Martina Baxy.  Klášter Plasy získal Cenu Ministerstva kultury za obnovu opatské rezidence v rámci 32. ročníku prestižní soutěže Stavba roku 2024.
Návštěvnost kláštera
| Rok  | Počet návštěvníků |
| ---- | ----------------- |
| 2015 | 20 077            |
| 2016 | 28 051            |
| 2021 | 12 670            |
| 2022 | 18 814            |
| 2023 | 25 487            |

## Popis
- kostel Nanebevzetí Panny Marie s raně barokními varhany
- barokní konvent
- prelatura
- sýpka s královskou kaplí sv. Václava a Máří Magdalény
- mlýn s pilou
- pivovar
- pivovarské sklepy
- dům sládka
- hospodářský dvůr
- ovčín

## Evropské dědictví
Tento klášter je součástí skupiny Cisterscapes (krajiny v okolí cisterciáckých klášterů). Tento soubor  byl začleněn do Evropského dědictví 17. dubna 2024.